# 日本高純度化学
日本高純度化学株式会社（にっぽんこうじゅんどかがく）は、電子部品の接点や接続部位に用いる貴金属めっき薬の専業化学メーカーである。電子部品・機器用向けのハイエンド品に重点を置いており、MPUをプリント配線基板に接合するときに使用される金メッキ用薬品において世界シェア約50%を占めるなど高シェアを誇る。
1971年創業、1999年にオーナーが競合企業に株式を売却しようとした際、現経営陣が富士銀行（現在のみずほ銀行）から調達した融資金・出資金を元手に実施した日本初のマネジメント・バイアウト（MBO）で知られている。
2002年に銀行の資金を回収するためJASDAQに上場、2005年に東京証券取引所市場第一部に上場した。これはMBO企業初であった。
人員は東京証券取引所プライム市場上場企業としては少数であり、研究開発に人員を割いている。新卒採用も理系に限定している。

## 沿革
- 1971年 日本高純度化学株式会社を設立(資本金1,000千円)。
- 1999年 MBOを実施 (資本金813,000千円)。
- 2002年 JASDAQ市場に上場、資本金を1,134,000千円に増資。
- 2004年 東京証券取引所市場第二部に上場。
- 2005年 東京証券取引所市場第一部に指定替え。
- 2019年 一般財団法人JPC奨学財団設立。
- 2020年 JPC奨学財団を公益化。

## 脚註
1. 1 2 3 4  “シンプル経営貫く小集団、日本高純度化学の真骨頂”.   東洋経済オンライン (2011年3月16日). 2021年4月3日閲覧。